# Basilica del Corpus Domini (Cracovia)
La Basilica del Corpus Domini (in polacco Bazylika Bożego Ciała) è una chiesa gotica che si trova all'interno del quartiere Kazimierz di Cracovia.

## Storia
La costruzione della basilica venne ordinata da Casimiro III nell 1335 ma la costruzione iniziò a partire dal 1385 e durò fino a circa la metà del XV secolo.
Originariamente era destinata a essere una chiesa monastica, il che spiega il grande appezzamento di terreno su cui sorge e la presenza di un cimitero monastico. Nel 1404 il re Ladislao II Jagełłone lo assegnò ai canonici regolari lateranensi, una congregazione che aveva portato da Kłodzko.

## Interno
Nel 1655, durante la seconda guerra del Nord, la chiesa venne depredata e l'interno completamente devastato dall'invasione svedese passata alla storia con il nome di Diluvio. Questo spiega perché l'interno della chiesa sia caratterizzato dalla mescolanza tra l'architettura gotica polacca e quella barocca.
La chiesa è nota per contenere uno degli stalli del coro barocco più belli dell'Europa centrale.
La Basilica del Corpus Domini ospita gli organi più grandi di Cracovia e lo strumento principale è stato costruito tra il 1958 e il 1963 utilizzando alcuni elementi del vecchio organo risalente agli anni settanta del Settecento. Gli organi hanno un totale di 5 950 canne e 25 campane e il loro suono a 70 metri di distanza l'uno dall'altro regala all'ascoltatore un'esperienza unica.
All'interno della basilica è sepolto Bartolomeo Berrecci, l'artista rinascimentale che progettò la Cappella di Sigismondo nella Cattedrale di Cracovia.

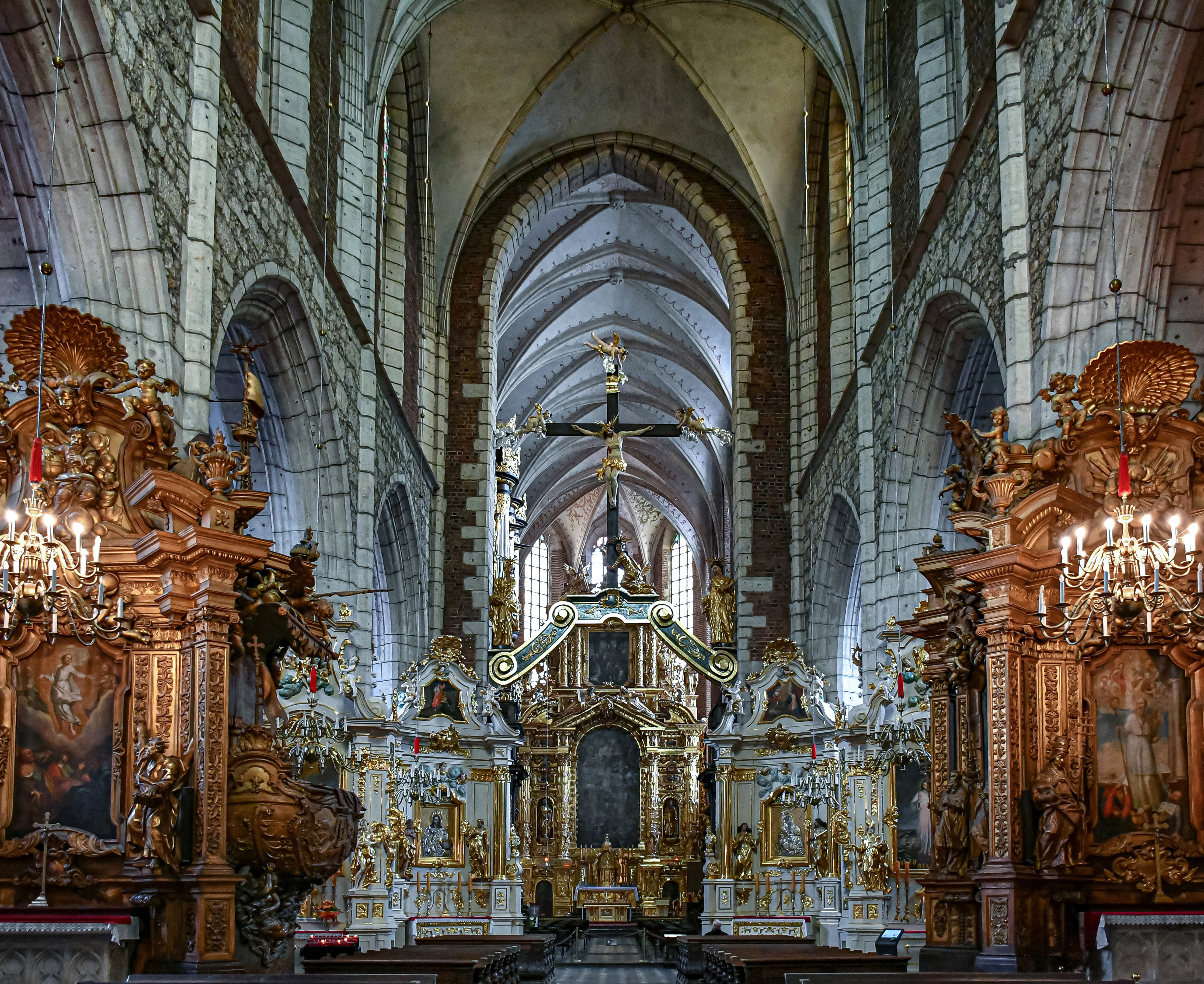
Interno della Basilica